# نصرت کریمی
نصرت‌اللّٰه کریمی (۱ دی ۱۳۰۳ – ۱۲ آذر ۱۳۹۸) شناخته‌شده با نام نصرت کریمی بازیگر، کارگردان و تندیس‌ساز اهل ایران بود. او نخستین فیلم‌ساز ایرانی بود که زبان عبید زاکانی را در سینمای ایران به کار برد.

## آغاز کار حرفه‌ای
نصرت‌الله کریمی در ۱ دی ۱۳۰۳ در تهران زاده شد. او دوره متوسطه را تا سیکل اول در هنرستان صنعتی تهران گذراند و دیپلم متوسطه را از هنرستان هنرپیشگی دریافت کرد. او پس از سه سال یعنی از سال ۱۳۱۷ تا ۱۳۲۰ به تحصیل در زمینه هنرهای نمایشی، چهره‌پردازی و طراحی صحنه در تنها آموزشگاه تئاتر تهران پرداخت.
کریمی از سال ۱۳۱۹ به بعد به عنوان بازیگر، چهره‌پرداز و طراح صحنه در تماشاخانه‌های مختلف تهران به کار پرداخت. او در سال ۱۳۲۳ به گروه تئاتر نوشین پیوست. وی تا سال ۱۳۳۱ همچنان در این گروه عضویت داشت و درنمایشنامه‌های گوناگونی از جمله دختر شکلات‌فروش و اوژنی گرانده به ایفای نقش پرداخت.

## خروج از ایران
نصرت کریمی در سال ۱۳۳۹ پس از ازدواج با یکی از بازیگران تئاتر سعدی به اتفاق او برای تکمیل تحصیلات خود به ایتالیا رفت و آنجا با کمک سفیر آن هنگام ایران، دستیار سوم ویتوریو دسیکا شد. به دلیل اینکه او در هنگام درخواست بورسیه، خارج از ایران بود درخواست وی رد شد. اما موفق به گرفتن تک‌سهمیه تحصیلی دولت چکسلواکی شد. نصرت کریمی پس از آن برای آموختن عروسک‌گردانی به پراگ رفت و پس از گذراندن دوره پنج‌ساله رشتهٔ کارگردانی سینما و تلویزیون یک سال نیز دوره فنی فیلم‌های عروسکی را گذراند و با مدرک کارشناسی ارشد فارغ‌التحصیل شد.

## بازگشت به کشور
نصرت‌الله کریمی پس از چند سال کار تئاتر و دوبله فیلم‌های خارجی به همراه حسین سرشار و فهیمه راستکار در اردیبهشت ۱۳۴۳ به ایران بازگشت و رشته عروسک‌گردانی را در دانشکده هنرهای دراماتیک دانشگاه تهران بنیان نهاد. در همان سال به دعوت وزارت فرهنگ و هنر مسئولیت کارگاه نقاشی متحرک (پویانمایی) را به عهده گرفت و در آنجا فیلم‌های پویانمایی و عروسکی زیادی ساخت که در بایگانی وزارت ارشاد موجود هستند. این فیلم‌ها دل موش پوست پلنگ (نخستین فیلم عروسکی ایران)، شکار ماه، باباکرم، تعصب، سلسله‌مراتب، خروس بی‌محل، آدم شاخ درمیاره، پیدایش آتش، و آقای شاکی هستند. از سال ۱۳۴۶ تا ۱۳۴۸ نیز با ساخت مجموعه تلویزیونی در تلویزیون مشغول به کار بود و بعد به ساخت فیلم سینمایی روی آورد و با فیلم‌های درشکه‌چی و محلل وارد سینمای ایران شد. خود او فیلم درشکه‌چی را بیش از فیلم‌های دیگر دوست داشت.
حضور نصرت کریمی در سه فیلمفارسی حسن سیاه (پرویز اصانلو ۱۳۵۱)، حکیم‌باشی (پرویز نوری ۱۳۵۱) و عیالوار (پرویز نوری، ۱۳۵۲) به اعتبار هنری او ضربه زد. اما با کارهای بعدی خود این اعتبار را بازیافت.
ساخت فیلم محلل، مرتضی مطهری را بر آن داشت که در همان زمان اکران جوابیه‌ای بر این فیلم در مجله زن روز منتشر کند. فیلم تختخواب سه‌نفره نشانه عقب‌نشینی نصرت کریمی از دیدگاه او در فیلم محلل بود.
نصرت کریمی در فیلم‌های خود به نقد باورهای خرافه برخاسته از عرف و دین در خانواده‌های ایرانی با زبان طنز می‌پرداخت.
بیشتر شهرت نصرت کریمی به‌دلیل بازی در سریال دایی‌جان ناپلئون در نقش «آقاجان» و نیز آثار سینمایی است که با سه عنوان نویسنده، کارگردان، و بازیگر در آن‌ها حضور داشت. او در سریال دایی‌جان ناپلئون بیشتر مایل بود که نقش مش قاسم را بازی کند. نصرت کریمی همچنین هنرمندانی مانند غلامحسین نقشینه، خیرالله تفرشی آزاد و میراحمد ایروانلو را به ناصر تقوایی برای بازی در این سریال پیشنهاد داد.

## پس از انقلاب

### محاکمه
نصرت‌الله کریمی پس از انقلاب ۱۳۵۷ (بیشتر به دلیل فیلم محلل) از کار و تدریس در عرصهٔ سینما منع شد و چند ماه را در زندان سپری کرد. وی پیش از زندانی شدن قرار بود در نقش «ابوالفتح صحاف» در سریال هزاردستان بازی کند. اما به دلیل زندانی بودن، نتوانست. در جریان انقلاب فرهنگی ایران برای او حکم قطع دست برای نگارش فیلمنامه محلل و اعدام برای ساخت آن صادر شد. اما به دلیل محبوبیت نصرت کریمی و نداشتن فعالیت سیاسی، حکم او به ممنوعیت کاری در سینمای ایران تا پایان عمر کاهش یافت. با این حال، او در ایران ماند. وی در سال‌های خانه‌نشینی به پرورش کاکتوس روی آورده بود.

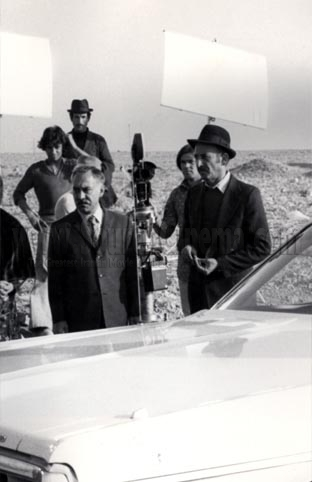
مرتضی احمدی (راست) و نصرت کریمی (چپ) در پشت صحنهٔ فیلم خانه‌خراب (۱۳۵۴)

### کار هنری
نصرت کریمی پیش از انقلاب، ۶۰ تندیس ساخته‌بود. ولی پس از انقلاب که فرصت بیشتری داشت ۵۰۰ تندیس و صورتک ساخت و ده نمایشگاه برای آن‌ها برگزار کرد. برگزاری نمایشگاه، مشاوره‌ دادن به جوان‌ترها، تدریس و داوری پایان‌نامه‌های عروسکی و نگارش طرح درس برای دوره کارشناسی ارشد پویانمایی در دانشگاه از دیگر کارهای او در این دوره بودند. او چند بار تلاش کرد به فیلمسازی بازگردد. اما با این کار وی مخالفت شد. بازی او در فیلم جدایی نادر از سیمین باعث مطرح شدن نام او شد. اما باز هم با بازگشت او به سینما مخالفت شد.
او در اواخر عمر به نویسندگی، ساخت آگهی‌های فرهنگی برای تلویزیون پرداخت. فیلم‌های یک‌دقیقه‌ای برای مبارزه با آلودگی هوا، صرفه‌جویی در مصرف آب و تنظیم خانواده از جمله این کارها هستند. وی در کنار این کارها به پرورش کاکتوس به‌صورت تجاری پرداخت. او همچنین فیلم‌نامه برخی از آثار پیشین خود، مانند درشکه‌چی را منتشر نمود. در سال ۱۳۸۶ مراسم بزرگداشت از وی در خانه هنرمندان ایران برگزار شد.

## شباهت اسمی
نصرت‌الله کریمی (بازیگر و کارگردان) همنامی هم در حیطه دستیاری کارگردان داشت که برخی به اشتباه، این دو را یک نفر تلقی کرده‌اند. نصرت کریمی (برنامه‌ریز و دستیار کارگردان) هرچند سال‌ها پیش و زمانی که نوجوان بود، کار را با فیلم امروز و فردا ساخته عباس شباویز آغاز کرد ولی به لحاظ رزومه و به لحاظ کیفیت کار نسبت به نصرت‌الله کریمی کاملاً متفاوت بود.

## فیلم‌های ساخته‌شده
نصرت‌الله کریمی دستکم موضوع سه فیلم مستند قرار گرفت. صورتک‌ها محصول ۱۳۷۳ و به کارگردانی ناصر زراعتی، دومین فیلم با نام سیاه سبز سفید محصول ۱۳۸۳ و به‌کارگردانی مهرداد شیخان و سومین فیلم ساخته ۱۳۸۴ و به کارگردانی علا محسنی است.

### نصرت کریمی؛ هنرمند بودن در ایران
در سال ۱۴۰۳ مستند شش قسمتی نصرت کریمی با عنوان نصرت کریمی؛ هنرمند بودن در ایران به صورت رایگان و آنلاین منتشر شد. ساخت این مستند ۱۹ سال زمان برد و حاصل تلاش مشترک پسر او بابک کریمی سینماگر و بازیگر بین‌المللی، داماد وی مهرداد اسکویی مستندساز ، و روح‌الله انصاری تدوینگر است.

## درگذشت
نصرت‌الله کریمی صبح روز ۱۲ آذر ۱۳۹۸ در سن ۹۴ سالگی به علت کهولت سن در خانه خود در تهران درگذشت و در روز ۱۶ آذر در قطعه هنرمندان بهشت زهرا به خاک سپرده شد.

## کارنامه

### سینما
| سال  | نام                              | سمت                                  | کارگردان       | توضیحات |
| ---- | -------------------------------- | ------------------------------------ | -------------- | --- |
| ۱۳۹۱ | پویانمایی توکایی در قفس          | نویسنده گفتار و روایت‌‌گر              | مهرداد شیخان   | |
| ۱۳۸۹ | جدایی نادر از سیمین              | بازیگر                               | اصغر فرهادی    | |
| ۱۳۶۴ | مهمان ناخوانده                   | نویسنده کارگردان                     | نصرت‌الله کریمی | نسخه فیلم شده نمایش عروسکی، به نمایش درآمده به عنوان «کار گروهی» |
| ۱۳۵۵ | پویانمایی آدم شاخ در می‌آره       | کارگردان نویسنده تدوین‌گر             | نصرت‌الله کریمی | |
| ۱۳۵۴ | خانه‌خراب                         | بازیگر نویسنده کارگردان              | نصرت‌الله کریمی | |
| ۱۳۵۲ | عیال‌وار                          | بازیگر                               | پرویز نوری     | |
| ۱۳۵۲ | گلگو ۱۳                          | بازیگر                               | جونیا ساتو     | |
| ۱۳۵۱ | حسن سیاه                         | بازیگر                               | پرویز اصانلو   | |
| ۱۳۵۱ | حکیم‌باشی                         | بازیگر                               | پرویز نوری     | |
| ۱۳۵۱ | تختخواب سه‌نفره                   | بازیگر نویسنده کارگردان              | نصرت‌الله کریمی | |
| ۱۳۵۰ | محلل                             | بازیگر نویسنده کارگردان              | نصرت‌الله کریمی | |
| ۱۳۵۰ | درشکه‌چی                          | بازیگر نویسنده کارگردان              | نصرت‌الله کریمی | |
| ۱۳۵۰ | باباشمل                          | طراح لباس                            | علی حاتمی      | |
| ۱۳۴۹ | جن                               | بازیگر                               | بهرام ری‌پور    | |
| ۱۳۴۹ | دزد و پاسبان                     | نویسنده (و کارگردان بخش‌هایی از فیلم) | محمود کوشان    | بخش‌هایی از فیلم توسط کریمی پیش از آن که به خاطر اختلاف با تهیه کننده از کار کناره‌گیری کند کارگردانی شده‌است، اما نام او به عنوان کارگردان در عنوان‌بندی فیلم نیامده‌است.                     |
| ۱۳۴۸ | پویانمایی پیدایش آتش             | کارگردان نویسنده                     | نصرت کریمی     | بر اساس داستان هوشنگ شاه شاهنامه فردوسی |
| ۱۳۴۷ | اون شب که بارون اومد             | راوی                                 | کامران شیردل   | |
| ۱۳۴۷ | پویانمایی تعصب                   | کارگردان نویسنده                     | نصرت کریمی     | بر اساس طرحی از علی حاتمی |
| ۱۳۴۷ | پویانمایی شکار ماه               | کارگردان نویسنده انیماتور            | نصرت کریمی     | |
| ۱۳۴۷ | پویانمایی احمدک                  | نویسنده                              | فریدون فرشباف  | |
| ۱۳۴۶ | پویانمایی ملک جمشید              | کارگردان نویسنده                     | نصرت کریمی     | نفیسه ریاحی به عنوان انیماتور در این فیلم همکاری کرد. |
| ۱۳۴۶ | پویانمایی سلسله‌مراتب             | کارگردان نویسنده                     | نصرت کریمی     | نخستین تجربه تکنیک پیکسیلیشن در ایران |
| ۱۳۴۵ | فیلم عروسکی دل موش، پوست پلنگ    | کارگردان نویسنده عروسک‌گردان راوی     | نصرت کریمی     | |
| ۱۳۴۵ | پویانمایی گربه‌ها                 | کارگردان                             | نصرت کریمی     | |
| ۱۳۴۵ | آقا موچول                        | مشاور کارگردان                       | خانی           | |
| ۱۳۴۴ | افق روشن                         | مشاور کارگردان                       | خانی           | |
| ۱۳۴۴ | پویانمایی جای پای آشنا           | کارگردان                             | نصرت‌الله کریمی | ساخته شده با تکنیک سل پویانمایی |
| ۱۳۴۴ | پویانمایی زندگی                  | کارگردان نویسنده                     | نصرت‌الله کریمی | الهام گرفته شده از دیدگاهای فلسفی مولوی اولین فیلم کارتونی در ایران |
| ۱۳۴۴ | فیلم عروسکی خروس بی‌محل           | کارگردان                             | نصرت‌الله کریمی | بر اساس داستان «خروس زری» احمد شاملو |
| ۱۳۳۸ | بیمه عمر                         | کارگردان طراح انیماتور               | نصرت‌الله کریمی | عنوان اصلی: Životní pojištění یک پویانمایی تبلیغاتی کوتاه با تکنیک استاپ‌موشن ساخته شده در ‌FAMU                                                                                            |
| ۱۳۳۶ | نصیحت (فیلم کوتاه داستانی)       | کارگردان                             | نصرت‌الله کریمی | عنوان اصلی: Poučení فیلم فارغ‌التحصیلی از مدرسه سینمایی ‌FAMU (دانشکده سینما و تلویزیون آکادمی هنرهای نمایشی پراگ)                                                                          |
| ۱۳۳۵ | مینیاتورهای ایرانی (مستند کوتاه) | کارگردان                             | نصرت‌الله کریمی | عنوان اصلی: Iranske Miniatury فیلم دانشجویی برای مدرسه سینمایی FAMU ۰ (دانشکده سینما و تلویزیون آکادمی هنرهای نمایشی پراگ) در مورد نمایشگاه هنر نگارگری ایرانی در پراگ با حضور حسین بهزاد |

### تلویزیون
| سال       | نام                     | سمت                                   | کارگردان    | توضیحات                                                               |
| --------- | ----------------------- | ------------------------------------- | ----------- | --------------------------------------------------------------------- |
| ۱۳۷۱      | مجموعه عروسکی وروجک     | کارگردان نویسنده تهیه‌کننده صدای عروسک | نصرت کریمی  | تولید شده برای شبکه آفتاب                                             |
| ۱۳۵۶      | خسرو میرزای دوم         | بازیگر کارگردان                       | نصرت کریمی  |                                                                       |
| ۱۳۵۴      | دایی‌جان ناپلئون         | بازیگر                                | ناصر تقوایی | در نقش آقاجان اولین بار در سال ۱۳۵۵ پخش شد.                           |
| ۱۳۴۶–۱۳۴۸ | پیوند                   | کارگردان                              | نصرت کریمی  | مسعود اسداللهی و ثریا قاسمی در این مجموعه تلویزیونی، بازی کرده بودند. |
| ۱۳۴۵–۱۳۴۸ | مجموعه عروسکی آقای شاکی | کارگردان                              | نصرت کریمی  |                                                                       |

### کتاب
- یادنامه عبدالحسین نوشین: بنیانگذار تئاتر نوین ایران[۳]